# CDC STAR-100
Lo STAR-100 era un supercomputer prodotto dalla Control Data Corporation (CDC) e fu la prima macchina a utilizzare processori vettoriali per migliorare le prestazioni nel calcolo matematico e la sua potenza era di 1 MIpS e 100mFlOPs. Tuttavia alcune caratteristiche della macchina influirono negativamente sulle prestazioni reali che furono molto inferiori rispetto a quanto preventivato. Le prime installazioni commerciali furono effettuate nel 1974, la CDC fu spinta a immettere la macchina per mantenere la sua supremazia nel settore dei supercomputer anche perché dopo due anni sarebbe stato presentato il Cray-1 sebbene vendette solo 5 unità.
Lo STAR era la prima macchina CDC ad architettura a 64 bit. La sua architettura non era simile al CDC 6600 o al CDC 7600. Era una macchina con una CPU tipo-RISC con il supporto di diversi processori secondari che si occupavano di effettuare compiti secondari sgravando il processore da questi compiti e consentendogli di effettuare unicamente operazioni aritmetiche. Nello STAR sia la CPU che i processori periferici erano deliberatamente semplificati per abbattere il costo e la complessità della macchina.
Nuove e complesse istruzioni furono rese disponibili attraverso l'APL programming language e lo stesso linguaggio permetteva l'elaborazione e gestione di ampi vettori di dati. La memoria fisica aveva parole di 512 bit chiamate SWORD (Superword) ed era divisa in 32 banchi indipendenti. La CPU fu progettata per utilizzare le istruzioni supplementari e l'hardware aggiuntivo della macchina per ridurre al minimo i tempi di accesso alla memoria. Per esempio un programma che somma 400 numeri può essere composto da una singola istruzione e dal vettore composto dai quattrocento dati (che possono essere al massimo 65.536 = 216). La CPU decodificherà la singola istruzione e poi inizierà ad accedere alla memoria per effettuare le quattrocento somme senza dover più decodificare altre istruzioni. Come nel caso di sistema a pipeline le prestazioni del sistema migliorano se la CPU conosce in anticipo le istruzioni da eseguire e se queste istruzioni sono tra loro condizionate.
Per rendere le prestazioni dello STAR migliori del CDC 7600 le pipeline dello STAR furono rese più profonde. Mentre il 7600 manteneva fino a 8 istruzioni contemporaneamente lo STAR era in grado di mantenere fino a 25 istruzioni in modo da poter utilizzare tutte le unità di calcolo. Per poter ottenere elevate prestazioni le pipeline vettoriali dovevano essere costantemente piene altrimenti le pipeline rallentavano il sistema invece di velocizzarlo. Per lo STAR il punto di guadagno era di circa 50 dati altrimenti l'utilizzo delle pipeline vettoriali non era conveniente dal punto di vista delle prestazioni.
Quando nel 1974 la macchina fu presentata era chiaro che le prestazioni reali della macchina non erano quelle che la maggior parte delle persone si aspettava. Realizzare programmi vettoriali era difficile dato che spesso i dati da elaborare e le stesse istruzioni dipendevano dai risultati delle operazioni precedenti e quindi non potevano essere efficacemente vettorializzati. Le prestazioni dichiarate potevano essere ottenute solo in rari casi. 
Inoltre le prestazioni delle operazioni non vettoriali erano state sacrificate per velocizzare lo operazioni vettoriali e quindi quando i programmi non utilizzavano queste istruzioni le prestazioni decadevano drammaticamente.
Lo STAR-100 fu una delusione per molte persone e lo stesso capo progetto Jim Thornton abbandonò la CDC per andare alla Network System Corporation. Una versione successiva e migliorata venne in seguito distribuita come CDC Cyber 203 e in seguito venne ulteriormente migliorato come CDC Cyber 205, ma in quel periodo già esisteva il Cray-1 una macchina ad alte prestazioni notevolmente migliore del CDC Cyber.
Il fallimento dello STAR detronizzò la CDC dal suo dominio del settore dei supercomputer e infatti la compagnia abbandonò il mercato nel 1982.